# Арета Франклін
Аре́та Фра́нклін (повне ім'я: Аре́та Луї́за Фра́нклін, англ. Aretha Louise Franklin; 25 березня 1942, Мемфіс, Теннессі—16 серпня 2018) — американська співачка у стилях ритм-енд-блюз, соул і госпел, феміністка, активістка руху за громадянські права.
Найбільшого успіху досягла у другій половині 1960-х і на початку 1970-х років. Завдяки винятково гнучкому й сильному вокалу Франклін часто називають «Королевою соулу» (англ. The Queen Of Soul) або «Леді Соул» (англ. Lady Soul). У січні 1987 року стала першою жінкою, чиє ім'я було занесено в Зал слави рок-н-ролу. У листопаді 2008 року журнал Rolling Stone оголосив її найвидатнішою вокалісткою епохи рок-н-ролу.

## Життєпис
Виросла в Детройті (штат Мічиган) у родині священика й разом із сестрами змалку співала в церковному хорі. Уже в 14 років були зроблені перші записи її вокалу. З 1966 року, Франклін записувалася лейблом Columbia Records, проте її пісні рідко потрапляли в чарти, і хоча серед тривіальних комерційно орієнтованих записів цього періоду іноді проступали риси соулу, цей період не вважається успішним.
В кінці 1966 року продюсер Джеррі Векслер відчув талант співачки до соулу і запросив співачку співпрацювати з лейблом Atlantic Records. Він привіз її Алабаму, де був записаний сингл «I Never Loved a Man (The Way I Love You)», що зробив прорив у кар'єрі співачки та історії ритм-енд-блюзу в цілому.
З початку 1967 і до кінця 1968 року 10 пісень Франклін постійно посідають вищі сходинки у поп-чартах, зокрема це пісні «Chain of Fools», «(You Make Me Feel Like) A Natural Woman», а також «Respect», що стала гімном феміністського руху.
Співачка стає обличчям чорної Америки, що усвідомила свою силу в роки боротьби за цивільні права. Її різкий, впевнений вокал у супроводі з новаторськими аранжуваннями було прийнято за еталон класичного соулу. Проблемою співачки залишався репертуар, тому чільне місце в її репертуарі займали вже відомі шлягери інших виконавців — The Drifters («Spanish Harlem»), Діонн Ворвік («I Say a Little Prayer»), The Rolling Stones, The Beatles, Simon & Garfunkel та інших.

Останнім великим успіхом Арети Франклін у чартах став кавер пісні Стіві Вандера «Until You Come Back to Me» (1974). Пізніше зі спадом популярності соулу Франклін записувала традиційні шлягери, нерідко в дуетах з молодими виконавцями. 

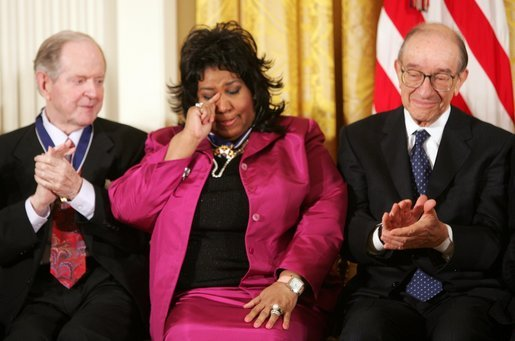
Під час церемонії нагородження медаллю Свободи

Дует Франклін з Джорджем Майклом в 1986 році очолив хіт-парад Великої Британії, а її найбільш успішний сингл 1990-х, «A Rose Is Still a Rose» (1998), був записаний разом з Лорін Гілл з The Fugees.
2005 року Арета Франклін була нагороджена найвищою нагородою США — медаллю Свободи.
Записані в різні роки дуети «королеви» Арети Франклін з її хрещеною дочкою Вітні Г'юстон, Мераєю Кері, Енні Леннокс, Мері Джей Блайдж, Френком Сінатрою, Глорією Естефан, Крістіною Агілерою та іншими виконавцями були в 2007 році випущено окремим диском «Jewels in the Crown: All -Star Duets with the Queen».
Померла 16 серпня 2018 року в Детройті на 77-му році життя. Причиною смерті став рак підшлункової залози, з яким виконавиця боролася ще з 2010 року. Похована в Детройті.

## Особисте життя
Франклін мала чотирьох синів. Вперше завагітніла у 12-річному віці. Свою першу дитину назвала Кларенсом на честь батька, 28 січня 1955 року.
Арета Франклін була двічі одружена. З першим чоловіком, на ім'я Тед Вайт, вона одружилася 1961 року. В шлюбі було домашнє насильство. Пара розлучилася в 1969 році. Другого чоловіка Франклін зустріла в церкві свого батька. З 1978 по 1984 рік співачка була одружена з американським актором Глінном Турманом, але цей шлюб закінчився розлученням.
Франклін та кілька інших американських зірок відмовилися брати участь у інавгурації президента Дональда Трампа 2017 року, що стало масштабним актом музичного протесту.
Була християнкою, зареєстрованою демократкою, рішучо підтримувала боротьбу за права корінних американців.

## Дискографія
- 1956 — The Gospel Soul of Aretha Franklin
- 1961 — Aretha (1961)
- 1962 — The Electrifying Aretha Franklin
- 1962 — The Tender, The Moving, The Swinging Aretha
- 1963 — Laughing on the Outside
- 1964 — Unforgettable — A Tribute to Dinah Washington
- 1964 — Songs of Faith Checker
- 1965 — Once in a Lifetime
- 1967 — I Never Loved a Man the Way I Love You
- 1967 — Aretha Arrives
- 1967 — Take It Like You Give It
- 1967 — Lee Cross
- 1968 — Lady Soul
- 1968 — Aretha Now
- 1968 — Aretha in Paris (live)
- 1969 — Aretha Franklin — Live!
- 1969 — I Say a Little Prayer
- 1969 — Soul '69
- 1970 — This Girl's In Love With You
- 1970 — Don't Play That Song
- 1970 — Sweet Bitter Love
- 1970 — Spirit in the Dark
- 1971 — Aretha Live at Fillmore West
- 1971 — Young, Gifted & Black
- 1972 — Amazing Grace
- 1973 — Hey Now Hey (The Other Side of the Sky)
- 1974 — Let Me In Your Life
- 1974 — With Everything I Feel in Me
- 1975 — You
- 1976 — Sparkle
- 1977 — Satisfaction
- 1977 — Sweet Passion
- 1977 — Most Beautiful Songs
- 1978 — Almighty Fire
- 1979 — La Diva
- 1980 — Aretha (1980)
- 1980 — Aretha Sings the Blues
- 1981 — Love All the Hurt Away
- 1982 — Jump to It
- 1983 — Get It Right
- 1984 — Never Grow Old
- 1985 — First Lady of Soul
- 1985 — Who's Zoomin' Who?
- 1986 — Aretha (1986)
- 1986 — Soul Survivor
- 1987 — One Lord, One Faith, One Baptism
- 1989 — Through the Storm
- 1991 — What You See Is What You Sweat
- 1998 — A Rose Is Still a Rose
- 2003 — So Damn Happy
- 2007 — Jewels In the Crown: All-Star Duets With the Queen
- 2008 — This Christmas
- 2009 — Aretha: A Woman Falling Out Of Love

## Фільмографія
- 1980 — Брати Блюз — місіс Мерфі
- 1998 — Брати Блюз 2000 — місіс Мерфі